# Billy Banks (Sänger)
William „Billy“ Banks (*  1908 in Alton, Illinois; † 19. Oktober 1967 in Tokio) war ein US-amerikanischer Jazz-Sänger.
Billy Banks wurde in Jazzkreisen bekannt, als der Produzent Irving Mills ihn 1932 zu Plattenaufnahmen mit einer gemischtrassigen Gruppe von Musikern wie Red Allen, Pee Wee Russell, Fats Waller, Tommy Dorsey, Eddie Condon und Zutty Singleton unter dem Namen Billy Banks' Rhythmmakers einlud; dabei entstanden die Titel „Spider Crawl“ und „Yellow Dog Blues“. Die meisten der afroamerikanischen Musiker stammten aus der Band von Luis Russell, während die weißen Musiker von Mills ins Studio geholt wurden. Wegen seiner weiblichen Stimme dachte man damals, die Aufnahmen stammten von Una Mae Carlisle, aber Banks war tatsächlich der Sänger.
Mit Luis Russells Band wirkte er als Showman und Sänger, später arbeitete er mit Noble Sissle. Von 1938 bis 1951 trat er in Kabarettshows von Billy Rose auf, wie seiner Diamond Horseshoe; dann ließ er sich 1952 in England nieder, wo Plattenaufnahmen mit Freddy Randalls Orchester entstanden. In den 1950er Jahren tourte er durch Europa, Australien und Ostasien. Im Jahr 1954 entstand ein Album in  Dänemark mit Cy Laurie. Ende der 1950er Jahre zog er nach Japan, wo er 1967 in Tokio verstarb.

## Diskographische Hinweise
- Billy Banks 1932 (Classics) mit Fats Waller, Gene Krupa, Eddie Condon, Red Allen, Pee Wee Russell, Zutty Singleton, Tommy Dorsey
- Henry Red Allen: Henry Allen Collection Vol. 1 (Collectors, 1932)
- Sidney Bechet: 1937-1938 (Classics)
- Pee Wee Russell The Land of Oz (Topaz, 1927–1944)